# Кованица (насеље)
Кованица је насеље у Србији у општини Ћуприја у Поморавском округу. Према попису из 2022. било је 111 становника.

## Порекло становништво
Подаци датирају из 1930. године.
Данашње становништво је досељено. Сви су становници пореклом са Косова:
- Ђорићи (25 к, Св. Јован).
- Ранајци-Панићи (15 к, Св. Јован), један су род са Ђороћима. Доселили се са великим буљуцима оваца.
- Динићи, Радојковићи, Радивојевићи (15 к, Св. Никола), доселили се око 1730. године.
- Миладиновићи (5 к, Св. Ђорђе и Ђурђевдан).

## Демографија
У насељу Кованица живи 172 пунолетна становника, а просечна старост становништва износи 53,6 година (53,2 код мушкараца и 53,9 код жена). У насељу има 70 домаћинстава, а просечан број чланова по домаћинству је 2,71.
Ово насеље је великим делом насељено Србима (према попису из 2002. године), а у последња три пописа, примећен је пад у броју становника.
|  |

| Демографија | Демографија | Демографија |
| Година      | Становника  | Становника  |
| ----------- | ----------- | ----------- |
| 1948.       | 565         |             |
| 1953.       | 592         |             |
| 1961.       | 561         |             |
| 1971.       | 486         |             |
| 1981.       | 403         |             |
| 1991.       | 332         | 274         |
| 2002.       | 190         | 293         |

| Етнички састав према попису из 2002.‍ | Етнички састав према попису из 2002.‍ | Етнички састав према попису из 2002.‍ | Етнички састав према попису из 2002.‍ | Етнички састав према попису из 2002.‍ |
| ------------------------------------ | ------------------------------------ | ------------------------------------ | ------------------------------------ | ------------------------------------ |
|                                      |                                      |                                      |                                      |                                      |
| Срби                                 | Срби                                 |                                      | 187                                  | 98,42%                               |
| Власи                                | Власи                                |                                      | 3                                    | 1,57%                                |
| непознато                            | непознато                            |                                      | 0                                    | 0,0%                                 |

| Година пописа     | 1948. | 1953. | 1961. | 1971. | 1981. | 1991. | 2002. |
| ----------------- | ----- | ----- | ----- | ----- | ----- | ----- | ----- |
| Број домаћинстава | 112   | 115   | 117   | 106   | 87    | 80    | 70    |

| Број чланова      | 1  | 2  | 3 | 4 | 5 | 6 | 7 | 8 | 9 | 10 и више | Просек |
| ----------------- | -- | -- | - | - | - | - | - | - | - | --------- | ------ |
| Број домаћинстава | 17 | 28 | 8 | 5 | 5 | 3 | 3 | 0 | 1 | 0         | 2,71   |

| Пол    | Укупно | Неожењен/Неудата | Ожењен/Удата | Удовац/Удовица | Разведен/Разведена | Непознато |
| ------ | ------ | ---------------- | ------------ | -------------- | ------------------ | --------- |
| Мушки  | 87     | 11               | 61           | 12             | 1                  | 2         |
| Женски | 88     | 7                | 59           | 21             | 1                  | 0         |
| УКУПНО | 175    | 18               | 120          | 33             | 2                  | 2         |

| Пол    | Укупно                    | Пољопривреда, лов и шумарство | Рибарство                            | Вађење руде и камена | Прерађивачка индустрија       |
| ------ | ------------------------- | ----------------------------- | ------------------------------------ | -------------------- | ----------------------------- |
| Мушки  | 29                        | 14                            | 0                                    | 3                    | 6                             |
| Женски | 12                        | 6                             | 0                                    | 0                    | 1                             |
| УКУПНО | 41                        | 20                            | 0                                    | 3                    | 7                             |
| Пол    | Производња и снабдевање   | Грађевинарство                | Трговина                             | Хотели и ресторани   | Саобраћај, складиштење и везе |
| Мушки  | 0                         | 0                             | 1                                    | 1                    | 3                             |
| Женски | 0                         | 0                             | 0                                    | 1                    | 0                             |
| УКУПНО | 0                         | 0                             | 1                                    | 2                    | 3                             |
| Пол    | Финансијско посредовање   | Некретнине                    | Државна управа и одбрана             | Образовање           | Здравствени и социјални рад   |
| Мушки  | 0                         | 0                             | 1                                    | 0                    | 0                             |
| Женски | 0                         | 0                             | 0                                    | 1                    | 2                             |
| УКУПНО | 0                         | 0                             | 1                                    | 1                    | 2                             |
| Пол    | Остале услужне активности | Приватна домаћинства          | Екстериторијалне организације и тела | Непознато            | Непознато                     |
| Мушки  | 0                         | 0                             | 0                                    | 0                    | 0                             |
| Женски | 1                         | 0                             | 0                                    | 0                    | 0                             |
| УКУПНО | 1                         | 0                             | 0                                    | 0                    | 0                             |